# B-Bender
B-Bender je mehanička sistemska poluga kao dodatak električnoj gitari. Izvorno je dizajnirana za model Fender Telecaster gitaru, ali danas ga u svoje modele ugrađuji i drugi poznati proizvođači kako električnih, tako i akustičnih gitari. Postoji više modela dizajna, ali svi rade na principu poluge najčešće povezane s držačem remena, gdje gitarista povlačenjem gitare prema dolje, ili pritiskom na vrat gitare, aktivira mehanizam u tijelu (ili izvan tijela gitare) i tad podiže ton B žice, do C tona.

Dobiveni ton najsličniji je tonu pedal steel gitare, koji nas svojim zvukom asocira na korijene folklorne, country glazbe s juga SAD-a.

## Povijest
B-Bender su 1967. godine izumili glazbenici Gene Persons i Clarence White, kao članovi country glazbene skupine Nashville West, odnosno,  američke pop i rock skupine The Byrds.

Uređaj se izvorno zvao Parsons/White Pull-String, zatim je primenovan u StringBender, da bi bio najbolje poznat kao B-Bender. Rani prototip je razvio Parsons (inače strojar, ali i bubnjar) koji se bazirao na podizanje tona E, H, G i D žice, ali gitarist White ga je doradio na jednu B žicu u konačnom izdanju kao B-Bender.

B žica je podizana na puni viši ton povlačenjem vrata gitare prema dolje, gdje bi se ostvario pritisak na remen povezan s aktivnom polugom na bazi spoja vrata. Krak poluge prolazi kroz tijelo gitare, a iza mosta gitare spojen je s B žicom. 
Whiteov izvorni Pull-String uradak vidimo na modelu Telecaster iz 1956. godine kojeg redovito koristi njegov vlasnik američki country glazbenik Marty Stuart.

I gitarist Bob Warford (svirao s američkom glazbenicom Lindom Ronstadt, i s rock i pop skupinom The Everly Brothers) korisnik je Pull-String uređaja kojeg je početkom 1968. godine sam dizajnirao. Isti se temeljio na Persons/Whiteovom dizajnu, a uz njihov pristanak i ugradio ga je u svoj Telecaster.

Kasnije te godine, Persons i White uz pomoć Fendera licencirali su StringBender uređaj, komu je Leo napravio prototip i dizajnom ga prilagodio (pojednostavio) za širu proizvodnju.

Međutim, ova suradnja nikada se nije razvila do završne proizvodnje jer su Persons i White s dizajnerom Daveom Evansom (koji nije znao da ovi eksperimentiraju s modelom) naknadno licencirali svoj uređaj. Ovaj novi, sada Evansov Pull-String model bio je dostupan na tržištu od 1969. – 1973. godine.

Gitaristi koji su ga koristili su: Albert Lee i Bernie Leadon, gitarista sastava Eagles, čiji učinak Evansova Pull-String uređaja slušamo u pjesmi Peaceful Easy Feeling. Person je 1973. godine počeo izrađivati, i ugrađivati u modele gitara svoj Pull-String model kojeg je preimenovao u StringBender. Smatra se da je instalirao oko 2000 tako prilagođenih uređaja, uključujući i poznate gitariste poput Jimmy Pagea iz engleske rock skupine Led Zeppelin.

Također je s nekoliko stotina komada uređaja opskrbio i Tokai, poznatog japanskog proizvođača gitara.

Kada je 1989. godine potražnja pretekla proizvodne kapacitete, Persons ulazi u partnerstvo s Meridian Green (kćer folk pjevača Bob Gibsona) gdje se proizvodnja razvila u setovima, s ovlaštenom mrežom trgovina za instalaciju uređaja, ali i svim drugim gitaristima potrebnim informacijama.

Nedugo opet obnovila se suradnja s Fenderom, tako da je na temelju te suradnje Fender Custom Shop proizveo oko 200-tinjak "Clarence White" potpisanih StringBender uređaja. Za širu proizvodnju Person i Green revidirali su svoj dizajn, a Fender ga je odlučio proizvoditi i prodavati pod nazivom B-Bender. 
Tako se otpočelo 1996. godine s proizvodnjom Nashville B-Bender Telecastera, s ugrađenim Persons/Green StringBender uređajem.

## Varijacije
Značajno je nekoliko tipova B-Bender uređaja koji se aktiviraju potezanjem ruke, slično kao i Bigsby vibrato žičnjak. Za razliku od Parsons/White modela, ovaj tip instalira se jednostavno pomoću nekoliko vijaka, i ne zahtijeva strukturalne promjene na tijelu gitare. Primjer tomu je Bigsby Palm Pedal, Hipshot Palm Lever i Duesenberg Guitars multibender, gdje svaki od ovih tipova uređaja mogu dotezati (svaijati) istovremeno više žica koristeći se raznim oblicima poluga.
Hipshot B-Bender je dizajnirao David Borisoff, a ugrađuje se na žičnjak bez bilo kakve preinake na tijelu gitare. Poluga uređaja proteže se nasuprot tijela gitariste, a aktivira se povlačenjem cijele gitare od tijela gitariste. Ovoj verziji hod poluge pri dotezanju žice je samo u jednom pravcu, prema gore, ali James Hennessey razvio je verziju uređaja kojoj doduše ugradnja zahtijeva izmjenu na tijelu gitare, ali joj poluga doteže žice potezanjem gore, i prema dolje. Takvu Hipshot verziju koristi američki gitarista Will Ray u glazbenom sastavu Hellecasters.

Osim na žicu B, isti princip mehanike može se primijeniti i na ostalim žicama gitare. Na žici G je najčešći primjer, i stoga ne čudi nastojanje da se dizajnira "G-Bender", što gorljivo zagovara Brad Paisley, poznati američki glazbenik, pjevač i tekstopisac. Paisley na svojoj gitari koristi Charly McVayov dizajn.

Dvostruki B i G podizač (engl. double benders) je idejno rješenje za samostalnim podizanjem B i G žice. Ovdje bi se na B žicu djelovalo na principu Persons/White dizajna povlačenjem kopče nosača remena na gornjem rogu gitare, dok bi na G žicu djelovalo savijanje vrata naprijed/nazad lijevom rukom uz fiksno držanje tijela gitare desnom rukom na boku glazbenika.

I Joseph Glaser razvio je uređaj na varijaciju Dvostrukog podizača koji neovisno može podizati ton od tri žice. Ovaj model objedinio je već spomenuto podizanje B i G žice. Novina je podizanje E (niski ton) žice koje se ostvari povlačenjem unatrag vrat gitare.

Gitarista Jimmy Olander u glazbenom country sastavu Diamond Rio koristi solo gitaru s ugrađenim Glaserovim dvostrukim podizačem.

Za razliku od većine korisnika ovog uređaja, Olander ga ne koristi za poboljšanje zvuka gitare nego samo kao stilski dodatak čistom, prirodnom zvuku.

Ostali poznati korisnici Glaserova uređaja su Ricky Skaggs, i Keith Richards.

## Vanjske poveznice
- Slikovni prikaz rastavljanja B-Bender uređaja na modelu Telecaster.